# Monoetnicidade
Monoetnicidade é a existência de um único grupo étnico em uma determinada região ou país. É o oposto da polietnicidade.
A China é o maior país predominantemente monoétnico; 91,6% da população são chineses han. Um exemplo de país amplamente monoétnico é o Japão. É uma crença comum no Japão que todo o país é monoétnico, mas algumas minorias étnicas vivem no Japão (por exemplo coreanos, ainus e ryukyuanos). Eles representam cerca de 1% de toda a população.
A Coreia do Sul é um país monoétnico. Existem pequenas minorias étnicas na Coreia do Sul, onde representam cerca de 1% da população sul-coreana. Isso inclui cerca de 650 000 imigrantes chineses.
A maioria dos países da África subsaariana tem o que seria considerada uma sociedade monorracial, mas é comum encontrar dezenas de grupos étnicos dentro do mesmo país.
As Guerras Iugoslavas são notadas como tendo feito territórios "de facto e de jure estados-nação monoétnicos".

## Países monoétnicos
| País            | População                                   | Grupo dominante  | %     | Ref         |
| --------------- | ------------------------------------------- | ---------------- | ----- | ----------- |
| Coreia do Norte | 24 252 231                                  | Coreanos         | 99,9% | [ 5 ] [ 6 ] |
| Lesoto          | 2 203 821                                   | Sotho            | 99,7% | [ 7 ]       |
| Chipre          | 1 266 676 (não incluindo o Norte de Chipre) | Cipriotas gregos | 98,8% | [ 8 ]       |
| Japão           | 126 702 133                                 | Japoneses        | 98,5% | [ 10 ]      |
| Armênia         | 3 018 854                                   | Armênios         | 98,1% | [ 12 ]      |
| Albânia         | 2 876 591                                   | Albaneses        | 98%   | [ 13 ]      |
| Tunísia         | 11 721 177                                  | Árabes           | 98%   | [ 14 ]      |
| Hungria         | 9 937 628                                   | Húngaros         | 98%   | [ 15 ]      |
| Bangladesh      | 162 951 560                                 | Bengalis         | 98%   | [ 17 ]      |
| Mongólia        | 3 081 677                                   | Mongóis          | 97%   | [ 18 ]      |
| Polónia         | 38 523 261                                  | Poloneses        | 96,9% | [ 20 ]      |
| Coreia do Sul   | 51 446 201                                  | Coreanos         | 96%   | [ 21 ]      |
| Portugal        | 10 839 514                                  | Portugueses      | 95,9% | [ 22 ]      |
| Taiwan          | 23 603 049                                  | Taiwanês Han     | 95%+  | [ 23 ]      |
| Chéquia         | 10 610 947                                  | Tchecos          | 95%   | [ 24 ]      |
| Paraguai        | 7 522 549                                   | Paraguaios       | 95%   | [ 25 ]      |
| Islândia        | 332 529                                     | Islandeses       | 94%   | [ 26 ]      |
| Finlândia       | 5 537 364                                   | Finlandeses      | 93,5% | [ 27 ]      |
| Grécia          | 11 183 716                                  | Gregos           | 93%   | [ 28 ]      |
| Azerbaijão      | 10 353 296                                  | Azeris           | 91,6% | [ 29 ]      |
| China           | 1 384 688 986                               | Han              | 91,6% | [ 30 ]      |
| Itália          | 60 483 973                                  | Italianos        | 91,5% | [ 31 ]      |
| Croácia         | 4 227 746                                   | Croatas          | 90,4% | [ 32 ]      |

### Estados não reconhecidos e territórios dependentes
| País            | População | Grupo dominante | %     | Ref                 |
| --------------- | --------- | --------------- | ----- | ------------------- |
| Chipre do Norte | 265,100   | Turcos          | 99,2% | [ 33 ]              |
| Hong Kong       | 7 249 907 | Han             | 92%   | [ 34 ]              |
| Groenlândia     | 55,877    | Inuit           | 89,7% | [ 35 ]              |
| Ossétia do Sul  | 53,532    | Ossetas         | 89,9% | [carece de fontes?] |
| Macau           | 614,458   | Han             | 88,7% | [ 36 ]              |